# Pseudotrachypus
Pseudotrachypus là một chi rêu trong họ Trachypodaceae.